# Eve Torres
Pour les articles homonymes, voir Torres.
Pour Ève Torres, voir Collectif antiraciste décolonial.
Eve Marie Torres, née le 21 août 1984 à Boston  est une catcheuse (lutteuse professionnelle) et actrice américaine.
Elle est essentiellement connue pour son travail à la World Wrestling Entertainment (WWE). Elle est une des participantes du Diva Search 2007 qu'elle remporte ce qui lui permet de signer un contrat avec la WWE. Elle y remporte à trois reprises le championnat des Divas avant d'arrêter sa carrière début 2013. Depuis avril 2014, elle travaille à la WWE en tant qu'ambassadrice. Elle est l'épouse de Rener Gracie (en), un des petit fils d'Helio Gracie, et est membre de cette célèbre famille de pratiquants de jiu-jitsu brésilien et d'arts martiaux mixtes.

## Jeunesse
Torres est né à Boston et grandit dans le Colorado à Denver[réf. nécessaire]. Elle étudie à l'Université de Californie du Sud et y obtient un diplôme en ingénierie des systèmes industriels. Pendant ses études, elle est danseuse pour les Clippers de Los Angeles.

## Carrière

### World Wrestling Entertainment (2007-2013)

#### Participation auDiva Search(2007-2008)
Eve Torres participe au WWE Diva Search, un programme créer pour découvrir les nouvelles catcheuses de la World Wrestling Entertainment (WWE) durant l'été 2007. Elle fait partie des 9 finalistes qui concourent pour gagner 250 000 $ ainsi qu'un contrat à la WWE. Le 29 octobre à RAW, elle est déclarée gagnante du WWE Diva Search face à Brooke Gilbertsen et devient une Diva.
En janvier 2008, elle commence son entrainement à la Ohio Valley Wrestling (OVW). Elle y reste un mois car la WWE met fin à son partenariat avec la OVW. Elle part alors en Floride et continue son apprentissage à la Florida Championship Wrestling (FCW).

#### Débuts (2008-2009)

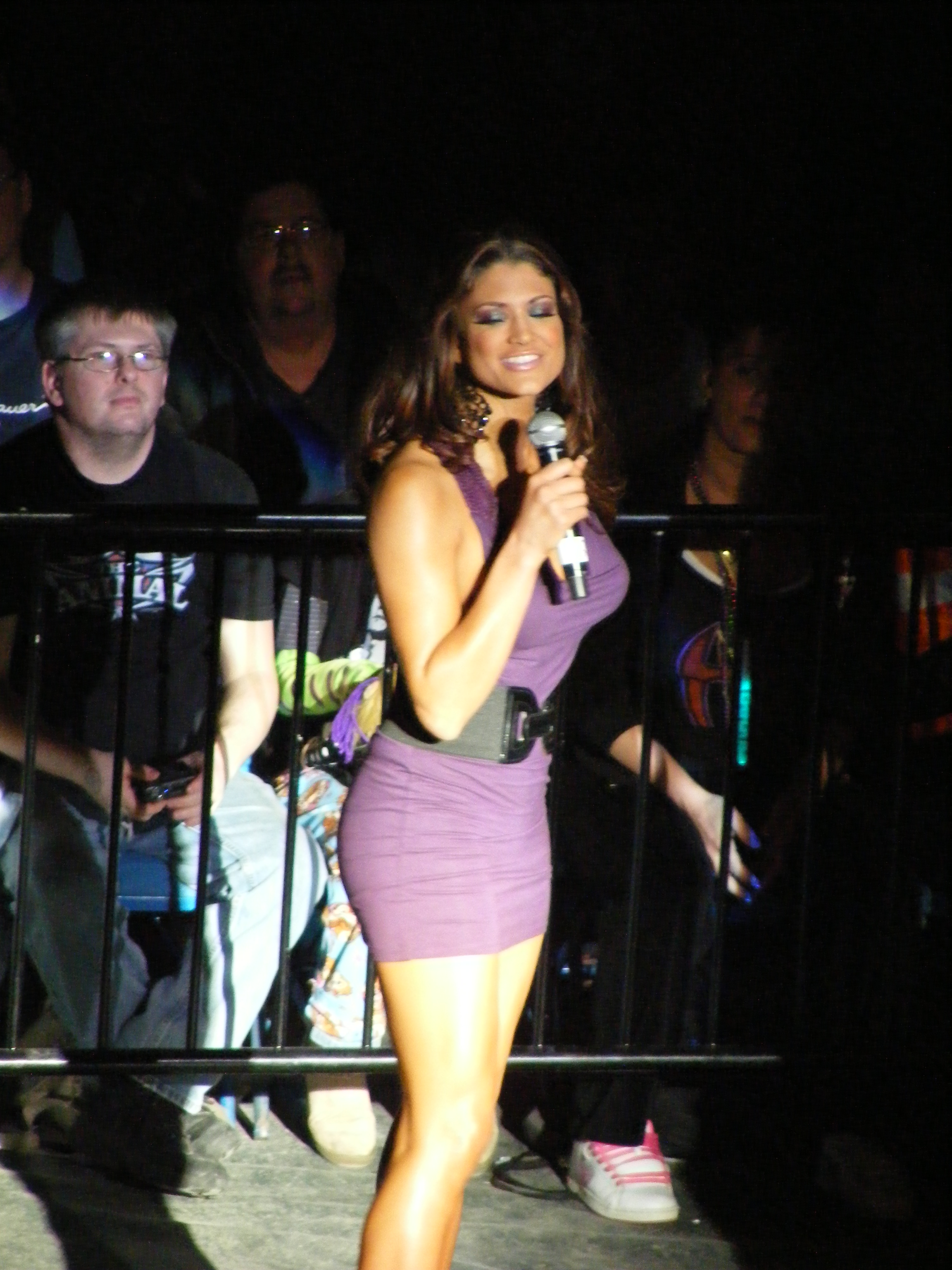
Eve Torres en 2009.

Eve Torres fait sa première apparition télévisée à SmackDown le 1er février 2008, lorsqu'elle interviewe Batista sur le ring. Le 3 novembre, lors du 800e épisode de RAW, Eve fait ses débuts télévisés sur le ring dans un 16-Diva Tag Team Match, que son équipe perd.
Tout au long de l'année 2008, Eve participe à divers concours tels que des concours de maillots de bain, de bras de fer. Lors de WrestleMania 24, Eve joue l'une des « bûcheronnes » (Lumberjill) lors du match opposant Maria et Ashley contre Melina et Beth Phoenix. Lors de Cyber Sunday, elle participe à un concours de déguisements d'Halloween, lors duquel elle était déguisé en Ninja. Ce concours fut remporté par Mickie James[réf. nécessaire].
Le 6 février 2009 à SmackDown, elle participe à son premier match en solo, qu'elle perd face à Michelle McCool par soumission.
Le 5 avril à WrestleMania XXV, elle perd la Divas battle royal, remportée par Santina Marella.
Le 29 mai, elle gagne son 1er match seule face à Layla.

#### Divas Champion (2009-2011)

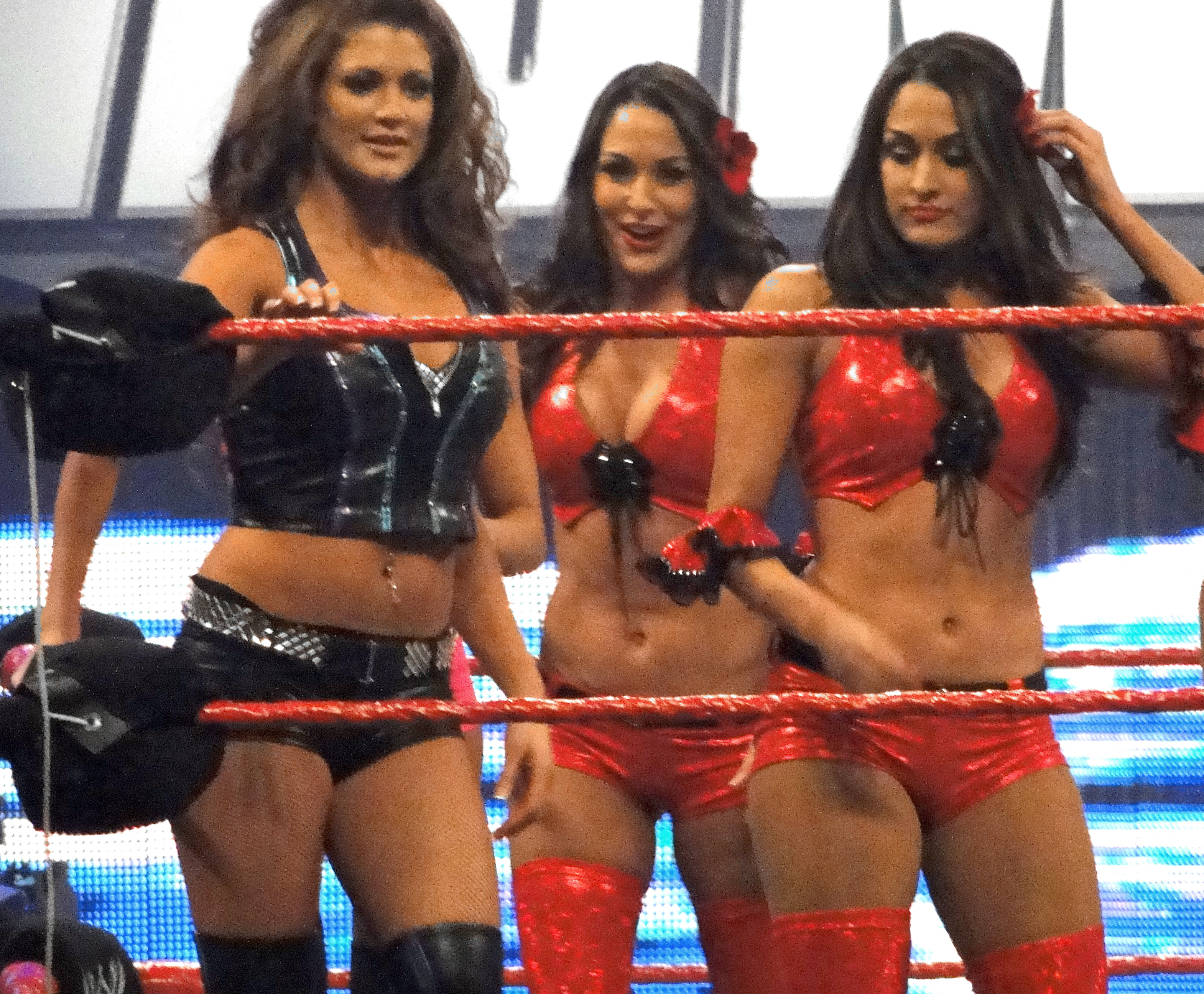
Eve Torres en 2010 au Royal Rumble.

Le 12 octobre, elle est draftée à RAW. 
Le 28 mars 2010 à Wrestlemania XXVI, elle perd avec Mickie James, Kelly Kelly, Beth Phoenix et Gail Kim contre Maryse, Vickie Guerrero, Alicia Fox et LayCool.
Le 12 avril à RAW, Eve bat Maryse et devient championne des divas pour la première fois de sa carrière. À Over The Limit, elle conserve son titre face à Maryse.
Elle perd son titre à Fatal-4-Way au profit d'Alicia Fox dans un match à 4 qui comprenait aussi Maryse et Gail Kim. À Money in the Bank, elle ne récupère pas le titre des Divas, battue par Alicia Fox.
Lors de Night of Champions , elle fait partie des bûcheronnes lors du match opposant Melina à Michelle McCool pour l'unification des titres féminins.
Le 30 janvier 2011 au Royal Rumble, elle remporte une seconde fois le titre des Divas dans un Fatal 4-Way qui comportait la championne en titre Natalya, Layla et Michelle McCool.
Le 11 avril à RAW, elle perd face à Brie Bella, ne conservant pas son titre.
Le 20 novembre aux Survivor Series, elle ne remporte pas le titre des Divas, battue par Beth Phoenix.

#### Relation avec Zack Ryder et Assistante de John Laurinaitis puis de Booker T (2011-2012)
Fin 2011, elle entame une relation avec Zack Ryder. Début 2012, l'ami de Ryder, John Cena est également impliqué dans la storyline. Le 13 février à RAW, Kane, alors en rivalité avec Cena, kidnappe Eve et l'a mets dans une ambulance. John Cena vient sauver Eve, puis cette dernière l'embrasse sous les yeux de Ryder, ce qui met fin à sa relation avec lui.
Elle effectue un heel turn la semaine suivante, quand elle déclare avoir tenté de se servir de Cena.
Lors de WrestleMania XXVIII, elle perd avec Beth Phoenix contre Kelly Kelly et Maria Menounos.
Elle devient par la suite l'assistance de John Laurinaitis, manager général de RAW et SmackDown.
Elle quitte la fonction de manager général de RAW à la suite du renvoi de John Laurinaitis.
Lors du RAW du 9 juillet, elle fait son retour sur le ring en perdant avec Daniel Bryan face à AJ Lee et CM Punk. Lors de Money in the Bank, elle perd avec Natalya et Beth Phoenix contre Layla, Kaitlyn et Tamina Snuka.
Elle devient par la suite l'assistante de Booker T.

#### Troisième Divas Championship et départ (2012-2013)
Lors de Night of Champions, elle remplace Kaitlyn pour le match de championnat des Divas face à Layla, match qu'elle remporte. Elle remporte ainsi son troisième Divas Championship. Lors de Hell in a Cell, Eve conserve son titre face à Layla et Kaitlyn. Lors des Survivor Series, elle conserve son titre contre Kaitlyn. Lors de TLC, elle conserve son titre contre Naomi.
Le 14 janvier 2013 lors des 20 ans de Raw, Eve perd son titre contre Kaitlyn dans un match où un décompte à l'extérieur lui aurait coûté la ceinture des Divas. Elle annonce plus tard dans la soirée qu'elle quitte la WWE.
Lors des Slammy Awards du 9 décembre, elle effectue son retour le temps d'une soirée pour remettre le Slammy de la Diva de l'année, qui sera remporté par les Bella Twins.

#### Apparitions occasionnelles (2018-2019)
Le 28 octobre 2018 lors du premier PPV exclusivement féminin, WWE Evolution, elle est apparue sur la table des présentateurs lors du kick-off.
Le 22 juillet 2019, elle participe à Raw Reunion, où elle donne des conseils à Mike Kanellis, époux de Maria Kanellis.

## Vie privée
Eve Torres pratique le jiu-jitsu brésilien, et elle est ceinture violette de la Gracie Jiu-Jitsu Academy,. Torres pratique également le kickboxing. Elle est porte-parole et instructrice du Gracie Women Empowered Self-defense program[réf. nécessaire].
Le 13 septembre 2012, elle annonce sur les réseaux sociaux qu'elle est fiancée à Rener Gracie (en), le petit-fils d'Helio Gracie et fils de Rorion Gracie. Ils se marient  le 13 avril 2014. Elle a donné naissance à leur premier enfant, un garçon nommé Raeven Gracie, le 28 septembre 2015[réf. nécessaire]. Elle a donné naissance à leur second enfant, un garçon nommé Renson Gracie, le 28 août 2018[réf. nécessaire].

## Palmarès

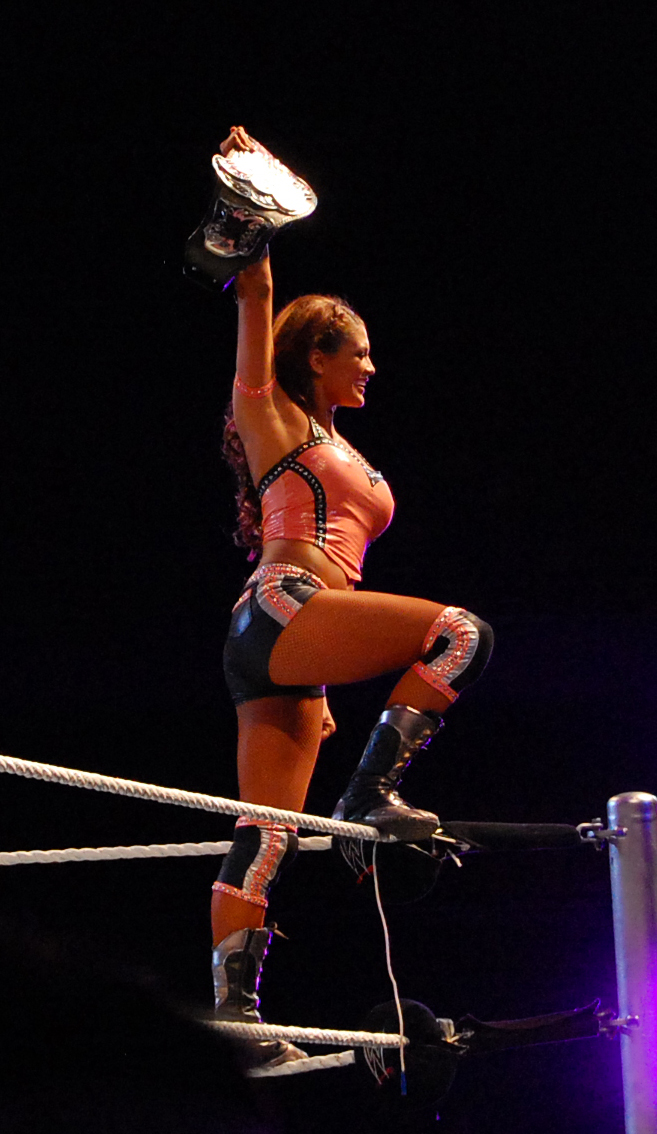
Eve avec le WWE Divas Championship en février 2011

- World Wrestling Entertainment
  - 3 fois championne des Divas
  - Vainqueur du Diva Seach en 2007

## Récompenses des magazines
- Pro Wrestling Illustrated

| Année | 2010 | 2011 | 2012 |
| ----- | ---- | ---- | ---- |
| Rang  | 5    | 11   | 22   |

## Filmographie
- 2013 : Les reines du ring : elle-même
- 2014 : Matador (série TV) - 6 épisodes : Reyna Flores
- 2015 : Le Roi Scorpion 4 : La Quête du pouvoir (The Scorpion King 4: Quest for Power) (vidéofilm) de Mike Elliott : Chancara
- 2016 : La Filature (Skiptrace) : film De Renny Harlin , avec  Jackie Chan, Johnny Knoxville, Bingbing Fan
- 2016 : Supergirl : Maxima (saison 1, épisode 19)